# Dragley Beck
Dragley Beck è una borgata (hamlet) inglese di Ulverston, nella Cumbria. Storicamente parte del Lancashire, si trova nel distretto del South Lakeland. 
Ha dato i natali a sir John Barrow (1764 – 1848), membro della Royal Society, della Royal Geographical Society e dottore in legge, statista britannico.